# Katarina Petersdotter
Katarina Petersdotter, död vid pingst 1473, var en svensk nunna. Hon var abbedissa i Vadstena kloster från 1465 till 1473.

## Biografi
Katarina Petersdotter var syster till Tord, dekan vid Linköpings kyrka. Hon var priorinna i flera år och valdes 1465 till abbedissa. Under valet krävde klostrets medlemmar att munkarnas konfessor Magnus Unnesson skulle avgå före valet. Detta ledde till en kris som löstes genom medling av Petrus Mörk, präst i Linköping, som också rekommenderade Katarina till ämbetet. Efter valet avgick konfessorn. Under hennes ämbetstid sköttes förhandlingar om Katarina av Vadstenas helgonförklaring. Klostrets förmögenhet växte, och sakristians tak kopparbelades. Katarina Petersdotter gav tillstånd till byggandet av en stadsmur runt staden Vadstena år 1467 och tog emot kungen som gäst året därpå. Hon mottog 1470 en guldtavla genom kung Karls testamente, som överlämnades av Kristina Karlsdotter.   